# Режим экономии
Режи́м эконо́мии (в экономике) — способ ведения хозяйства, в основу которого положен принцип бережливости, минимизации расхода ресурсов, ресурсосбережения. Одно из важнейших средств повышения экономической эффективности производства. Режим предусматривает работу по сокращению издержек, экономию рабочего времени, рост производительности труда.

## Определение
Согласно БСЭ режим экономии — это система форм и методов планомерного уменьшения затрат экономических ресурсов относительно получаемого полезного результата; одно из средств повышения экономической эффективности производства.
По мнению ряда экономистов режим экономии — способ, образ ведения хозяйства, в основу которого положен принцип бережливости, минимизации расхода ресурсов, ресурсосбережения; применяется в условиях дефицита ресурсов как средство повышения эффективности производства.
Проведение режима экономии в хозяйственной деятельности — это использование закона экономии рабочего времени, закона роста производительности труда; это такое сокращение затрат, при котором они уменьшаются на единицу полезного эффекта (удельные затраты); при котором затраты в абсолютных величинах увеличиваются, но происходит снижение удельных затрат.

## Методы режима экономии
Методами осуществления режима экономии в хозяйственной деятельности являются: нормирование затрат труда, материальных и финансовых ресурсов, государственное регулирование использования природных ресурсов, высвобождение рабочей силы и её рациональное использование, повышение производительности труда, экономия сырья, материалов, топлива, электроэнергии, лучшее использование оборудования, повышение качества продукции и т. д.